# 日霍韋
52°9′57″N 33°42′13″E / 52.16583°N 33.70361°E
日霍韋（烏克蘭語：Жихове）是位於烏克蘭東北部的村莊，由蘇梅州紹斯特卡區的中布達市鎮負責管轄。該村處於斯維加河畔，分別距離盧赫6公里和魯德尼亞3.5公里，海拔高度156米，2001年人口626。